# 시와 창작
《시와 창작》은 2004년에 창간된 대한민국의 문예지이다. 2008년 격월간에서 계간으로 간행 주기를 조정하였으며, '시와 창작 문학상'과 '시와 창작 신인상'을 운영하고 있다. 책나무 출판사에서 주관하고 있으며, 발행인은 임정일이다. 동인지로 월간 광장을 발행하고 있다.